# Hermelindo Fiaminghi
Hermelindo Fiaminghi (São Paulo, 22 de outubro de 1920 — São Paulo, 29 de junho de 2004) foi um designer gráfico, pintor, desenhista, litógrafo e publicitário brasileiro. Venceu o Prémio Jabuti de 1962. Conhecido por seu trabalho geométrico e exploração de cores.

## Vida e educação
Fiaminghi nasceu em São Paulo, Brasil, filho de imigrantes italianos. De 1936 a 1941, Fiaminghi estudou no Liceu de Artes e Ofícios de São Paulo. Na escola de arte, Fiaminghi teve aulas de desenho e pintura em porcelana com Giglio, assim como foi aluno de Odetto Guersoni, Lothar Charoux e Waldemar da Costa. Fiaminghi recebeu aulas de história da arte de Waldemar da Costa. Nas aulas de Da Costa, Fiaminghi conhece seus parceiros artistas Clóvis Graciano e Maria Leontina.
Em 1942, Fiaminghi inicia seus estudos com o pintor Angelo Simeone na Associação Paulista de Belas Artes. Hermelindo Fiaminghi também inicia seus estudos em publicidade na Associação Paulista de Propaganda e no Instituto de Ciências e Letras Inglesa (Redschow School). De 1959 a 1966, Fiaminghi estuda no estúdio de Alfredo Volpi.

## Carreira
De 1936 a 1939, Fiaminghi trabalha na Companhia Melhoramentos, onde ele trabalhou com ilustrações para livros e litografia. Depois de um emprego em uma empresa como litógrafo 1940, Fiaminghi passa a trabalhar na Companhia Lithographica Ypiranga de 1941 a 1944, onde ele vê o artista Lasar Segall criar sua série Mangue, na qual apresenta a pobreza nas favelas do Rio de Janeiro. Em 1944 e 1945, ele trabalha em duas outras companhias gráficas: Grapfhicars F. Lanzara e Indústria Gráfica Siqueira Salles Oliveira & Cia, depois disso ele dá início a sua própria companhia: Graphstudio Ltda.
De 1949 a 1952, depois de vender seu negócio, Fiaminghi é contratado como diretor de arte na Lintas International Advertising S.A., empresa de publicidade onde ele trabalha para a Gessy-Lever (atual Unilever). Durante esse tempo ele inicia suas pinturas de rua sobre São Paulo com o desenhista Joaquim Alves, com quem trablha na Lintas.
No início da década de 1950, Fiaminghi inicia seus trabalhos em arte abstrata, incorporando elementos de arte construtivista. Durante esse tempo ele se une ao Grupo Ruptura e cria trabalhos como parte do movimento de arte concreta fundado por Waldemar Cordeiro.
Fiaminghi fez design gráfico para cartazes, ilustrando o trabalho de pioneiros da arte concreta: Haroldo de Campos, Décio Pignatari, entre outros.
Nos anos 1960, Fiaminghi rompe com Waldemar Cordeiro e com a escola de arte concreta e inicia a explorar o uso da cor, criando trabalhos com o termo "Corluz", que se torna de muitas de suas exposições.